# Ritratto di Philip Herbert, quarto conte di Pembroke
Il dipinto raffigura Philip Herbert, IV conte di Pembroke (1584-1649), noto aristocratico inglese del periodo stuartiano. La fortuna del conte iniziò sotto Giacomo I Stuart, che lo fece entrare nella cerchia dei suoi favoriti. In seguito Pembroke ottenne numerosi incarichi di prestigio sino a divenire, nel 1608, cavaliere dell'Ordine della Giarrettiera. La sua influenza continuò anche durante tutto il regno di Carlo I Stuart; Pembroke si vide confermati da Carlo I tutti i suoi privilegi. Tuttavia, allo scoppio della guerra civile inglese, tradì il re e si schierò dalla parte del Parlamento. Si spense nel 1649 pochi giorni prima dell'esecuzione capitale di Carlo I.
Oltre ad essere un abile politico, Pembroke fu un amante della cultura e delle arti: con il fratello compose il First Folio, prima raccolta delle opere di William Shakespeare, ed i quadri che lo ritraggono sono molti. Van Dyck ritrasse il conte almeno cinque volte. 
Il presente è senza dubbio il ritratto del conte riuscito meglio: a mezzo busto, Pembroke è ritratto con il collare azzurro dei cavalieri della Giarrettiera e tiene in mano un sottile bastone.

## Altri dipinti raffiguranti Pembroke

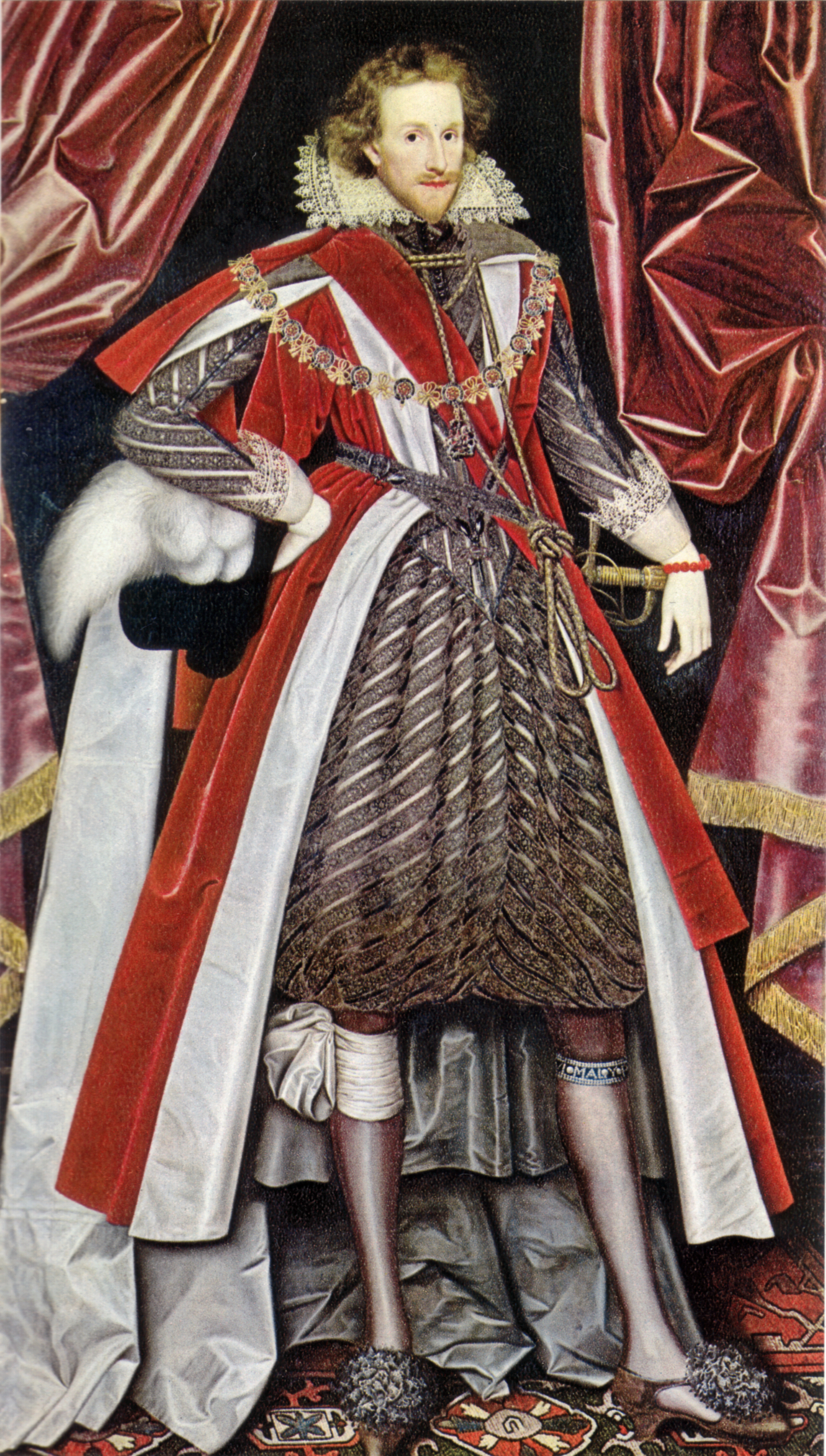
William Larkin, 1615
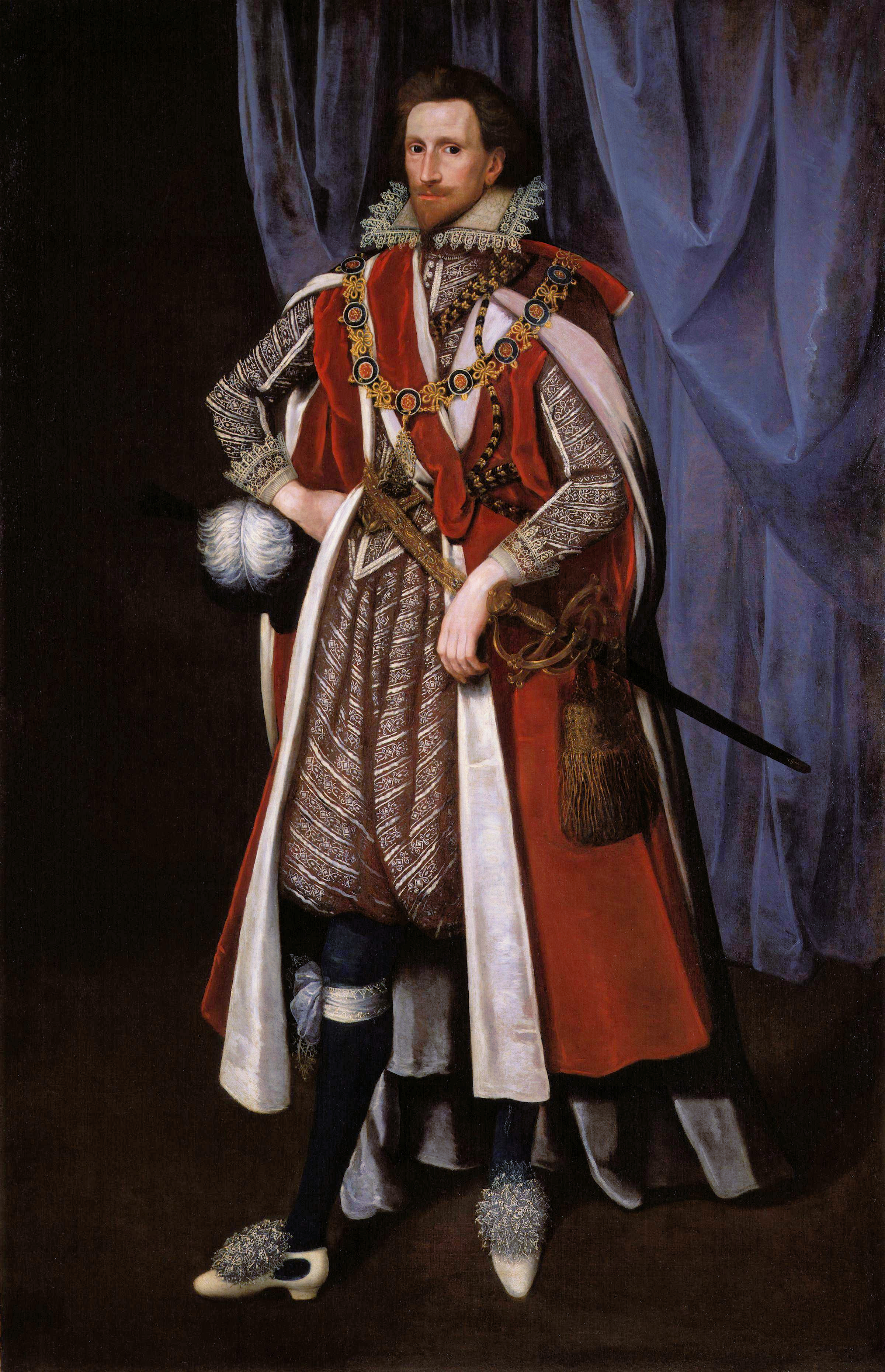
Anonimo, 1620
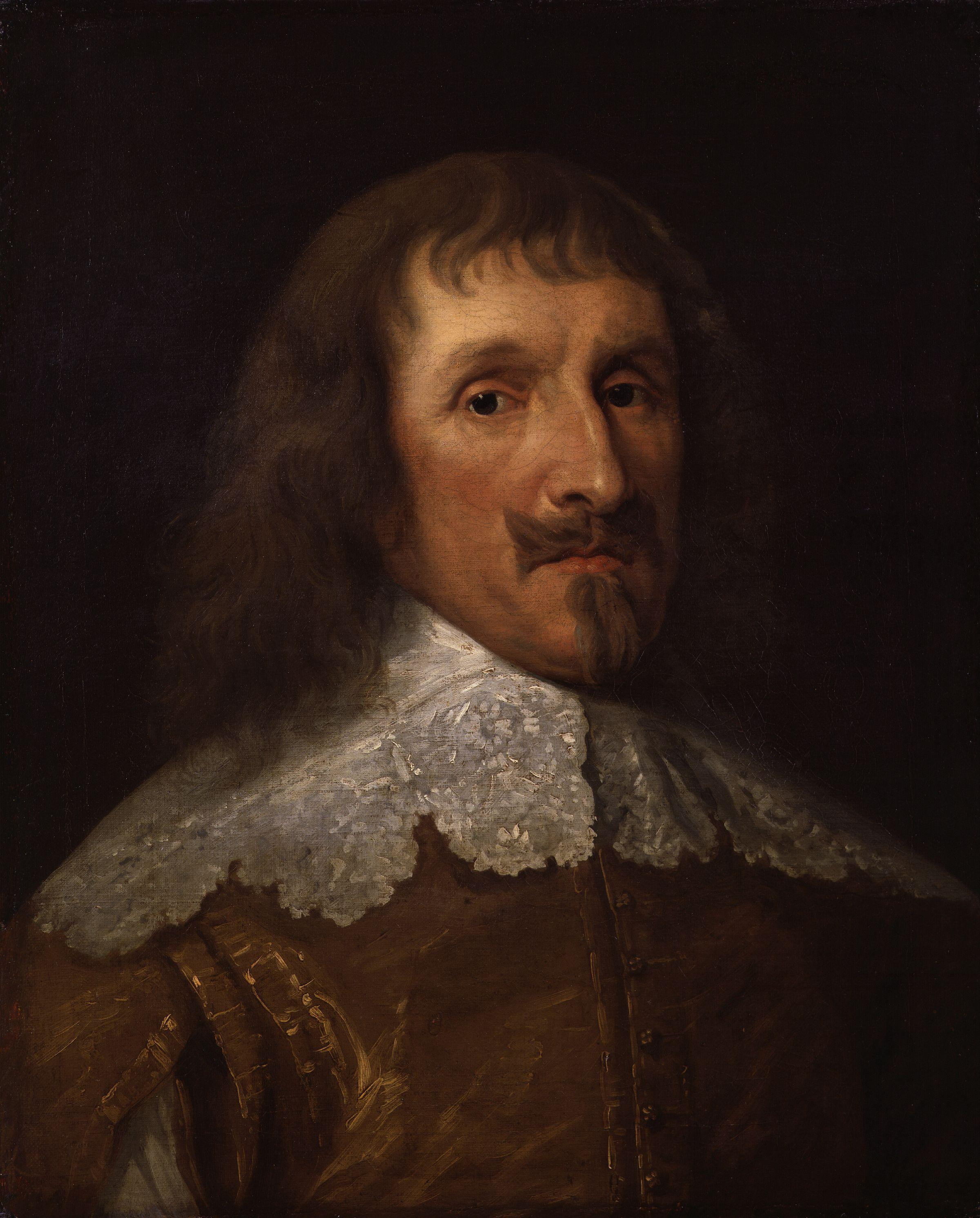
Van Dyck, 1640